# Broken Age
Broken Age, in der Vorberichterstattung auch unter dem Arbeitstitel Double Fine Adventure bezeichnet, ist ein Point-and-Click-Adventure-Computerspiel von Tim Schafer und dessen Firma Double Fine Productions, das über die Crowdfunding-Plattform Kickstarter finanziert wurde. Schon zu Beginn des Projekts erhielt es aufgrund der Finanzierungsmethode große mediale Aufmerksamkeit und löste einen Crowdfunding-Boom bei Computerspielen aus.

## Handlung
Broken Age versetzt den Spieler in die Haut von zwei Teenagern, Shay und Veloria, genannt Vella. Beide erleben das, was viele Jugendliche in ihrem Alter auch erleben: Sie fühlen sich von ihrer Umwelt bevormundet und wollen ihr Leben endlich selbst in die Hand nehmen. Dabei könnten ihre jeweiligen Lebensumstände kaum unterschiedlicher sein: Nachdem seine Heimatwelt zerstört wurde, lebt Shay unter der Obhut eines obsessiv-fürsorglichen Computers an Bord eines Raumschiffs. Tagein, tagaus wird er gefüttert, verwöhnt und kann mit seinen drei Kuscheltierfreunden ewig gleiche, vollkommen harmlose „Abenteuer“ erleben. Statt immer wieder Eiscreme-Lawinen wegzulöffeln und Knuddelattacken zu überstehen, würde er aber viel lieber die Welt sehen und sich echten Herausforderungen stellen.
Vella schwebt hingegen tatsächlich in Lebensgefahr. Ihre Familie wohnt in einem Dorf, das regelmäßig von einem gigantischen Monster namens Mog Chothra heimgesucht wird. Um das fiese Viech zu besänftigen, haben die feigen Dorfbewohner die Tradition des Maidenmahls entwickelt, bei dem der Bestie alle paar Jahre die schönsten Mädchen des Ortes zum Fraß vorgeworfen werden – so auch Vella. Anders als ihre Konkurrentinnen, die sich um die vermeintliche Ehre reißen, als Monster-Snack enden zu dürfen, hat die taffe Vierzehnjährige aber nur eins im Sinn: Mit der schrecklichen Sitte zu brechen und Mog Chothra umzulegen.
Beide Geschichten erlebt der Spieler zunächst vollkommen getrennt voneinander, weiß nicht einmal, ob sie zur selben Zeit oder in derselben Welt spielen. Das heißt auch, dass Interaktionen zwischen beiden Helden nicht möglich sind. Durch einen Klick auf das jeweilige Porträt kann man jederzeit zwischen beiden Helden wechseln.

## Spielprinzip und Technik
Broken Age ist ein Point-and-Click-Adventure. Aus Sprites zusammengesetzte Figuren agieren vor handgezeichneten, teilanimierten Kulissen. Mit der Maus kann der Spieler seine Spielfigur durch die Örtlichkeiten bewegen und mit den Maustasten Aktionen einleiten, die den Spielcharakter mit seiner Umwelt interagieren lassen. Man kann so Gegenstände finden und sie auf die Umgebung oder andere Gegenstände anwenden sowie mit Nicht-Spieler-Charakteren kommunizieren. Mit fortschreitendem Handlungsverlauf werden weitere Orte freigeschaltet.

## Produktionsnotizen
Da Tim Schafer keinen Publisher finden konnte, der bereit gewesen wäre, die Finanzierung für ein klassisches Point-and-Click-Adventure zu übernehmen, beschloss er, die Finanzierung für ein Adventurespiel unter dem Arbeitstitel Double Fine Adventure über die Crowdfunding-Plattform Kickstarter zu versuchen. Ab einem Betrag von 15 US-Dollar sicherte er allen Unterstützern eine DRM-freie Kopie des geplanten Spiels quasi als Vorbestellung zu; für höhere Beiträge bot er zusätzliche Extras oder Zusendung limitierter Sammlerstücke an. Bereits acht Stunden nach Start der Kampagne am 9. Februar 2012 erreichte das Kickstarter-Projekt durch Beiträge von Adventure-Fans und neuen Interessenten die von Schafer gewünschten 400.000 US-Dollar; nach einem Tag waren es schon über eine Million US-Dollar.
Die Kickstarter-Kampagne endete nach 33 Tagen, am 14. März 2012, mit einer Summe von 3,3 Millionen US-Dollar bei 87.142 Unterstützern. Hinzu kamen noch etwa 110.000 US-Dollar über alternative Zahlungsanbieter. Das Budget des Double Fine Adventures entsprach damit Schafers früherem Projekt Grim Fandango. Es handelte sich um die bis dato größte über Kickstarter abgewickelte Finanzierungsaktion. Nach Angaben der Plattformbetreiber hatte das Projekt enorme Auswirkungen auf die Finanzierung weiterer Spieleprojekte. So waren zuvor in den zwei Jahren seit Gründung der Plattform insgesamt 1.776.372 US-Dollar für Spieleprojekte eingegangen. Sechs Wochen nach Anmeldung des Double Fine Adventures wurden zusätzliche 2.890.704 US-Dollar in andere Spieleprojekte investiert. 61.692 der Double-Fine-Unterstützer, 71 % der Gesamtunterstützer, hatten sich anlässlich des Projekts auf Kickstarter neu angemeldet.
Nach eigenen Angaben hat der frühere LucasArts-Übersetzer Boris Schneider-Johne eine Gratisübersetzung in die deutsche Sprache angeboten.
Aufgrund des finanziellen Erfolges erhielt das Spiel bereits nach wenigen Tagen weite mediale Aufmerksamkeit auch über Videospielfachmagazine hinaus, so erschien in Deutschland etwa im Handelsblatt ein Artikel über die Finanzierung.
Als Spiel-Engine kam Moai zum Einsatz, eine Engine des US-amerikanischen Spiele-Entwicklerstudios Zipline Games, die das parallele Entwickeln von Spielen für PCs und mobile Endgeräte erlaubt und die zum Zeitpunkt, als Schafer seine Kickstarter-Kampagne startete, noch nicht einmal auf dem Markt war. Der Soundtrack des Spiels wurde von einem Orchester eingespielt.
Das erste Kapitel, Act I, erschien am 28. Januar 2014 über die Vertriebsplattform Steam für Windows, Mac OS X und Ubuntu-Linux, sowie für iOS und Android in englischer Sprachausgabe, mit englischen, französischen, italienischen, spanischen und deutschen Untertiteln. Kickstarter-Unterstützer erhielten bereits am 14. Januar 2014 Zugriff auf eine Vorabversion des Spiels und Unterstützer, die 100 $ oder mehr beitrugen, erhielten zusätzlich eine DVD-Version.
Außerdem wurde das Spiel auf PlayStation 4 und PlayStation Vita sowie Xbox One portiert. Zuletzt erschien es im September 2018 auf Nintendo Switch.
Der Erfolg der Kickstarter-Kampagne veranlasste weitere bekannte Spieleentwickler und Firmen, die Finanzierung ihrer Projekte auf gleichem Weg zu versuchen. Brian Fargo, Gründer und ehemaliger Präsident von Interplay Productions, das in den 1980er- und 1990er-Jahren sehr erfolgreiche Computer-Rollenspiele entwickelt und den Spieletyp entscheidend geprägt hatte, erreichte innerhalb von 48 Stunden die veranschlagte Mindestsumme von 900.000 US-Dollar für eine Neuauflage seines postapokalyptischen Rollenspiels Wasteland. Sein Projekt Wasteland 2 erhielt bis Ende März über 400.000 US-Dollar allein von solchen Unterstützern, die sich für Double Fine neu bei Kickstarter angemeldet hatten. Insgesamt kamen über drei Millionen US-Dollar zusammen. Jordan Weisman, ein Mitbegründer der FASA Corporation erzielte 1,8 Millionen US-Dollar für eine neue Umsetzung des Shadowrun-Spielesystems als Computerspiel Shadowrun Returns. Al Lowe, ehemaliger Entwickler bei Sierra On-Line, berühmt für seine Adventures der Reihe Leisure Suit Larry, warb um 500.000 US-Dollar Unterstützung für ein weiteres Remake von Leisure Suit Larry in the Land of the Lounge Lizards und versprach bei Erfolg, in Zukunft auch neue Adventures auf diese Weise zu erstellen. Es kamen schließlich über 655.000 US-Dollar zusammen. Jane Jensen, ebenfalls eine ehemalige Sierra-On-Line-Entwicklerin, bekannt durch die Adventures der Reihe Gabriel Knight, warb mit einem Konzept namens Community Supported Gaming erfolgreich um 300.000 US-Dollar für die Finanzierung ihres neuen Adventure-Entwicklungsstudios Pinkerton Road Studios.

## Rezeption
Broken Age erhielt überwiegend positive Bewertungen. Die Rezensionsdatenbank Metacritic aggregiert 19 Rezensionen der Windows-Version zu einem Mittelwert von 76; für die PlayStation-4-Version wurden 21 Rezensionen zu einem Mittelwert von 81 zusammengefasst.
Das Fachmagazin Adventure-Treff analysierte, dass die Handlung des Spiels sehr geradlinig und kompakt erzählt werde, was einerseits den Spieler schnell in die Spielwelt eintauchen lasse, andererseits aber den NPCs keinen Raum gebe, die Hintergründe ihres Handelns darzulegen. Das Finale des Spiels sei ein erzwungenes Happy End, die Konflikte im Spiel würden nicht aufgelöst. Das Magazin lobte die handgemalten, detail- und animationsreichen Grafiken, die „sowohl positive wie auch bedrohliche Momente der Geschichte wunderbar“ transportierten. Gelobt wurden außerdem der „stets die Waage zwischen perfekter, dynamischer Untermalung der Szene und unauffälligem Verbleiben im Hintergrund“ haltende Soundtrack sowie die Sprecher, wobei Redakteur Hans Pieper herausstellte, dass sich Double Fine nicht die Mühe gemacht habe, Szenen an die im Vergleich zum Englischen umständliche deutsche Sprache anzupassen, so dass Sprechszenen gekürzt oder technisch beschleunigt abgespielt werden mussten. In Summe sei Broken Age ein „kurzweiliges“ Spiel, das den durch den Kickstarter-Hype geschürten Erwartungen möglicherweise nicht gerecht werde.